# Hull Castle
Hull Castle är ett slott i Storbritannien.   Det ligger i grevskapet City of Kingston upon Hull och riksdelen England, i den sydöstra delen av landet, 250 km norr om huvudstaden London. Hull Castle ligger 6 meter över havet.
Terrängen runt Hull Castle är platt. Havet är nära Hull Castle söderut. Runt Hull Castle är det ganska tätbefolkat, med 192 invånare per kvadratkilometer. Närmaste större samhälle är Kingston upon Hull, 0,57 km väster om Hull Castle. Trakten runt Hull Castle består till största delen av jordbruksmark.